# Штерн, Игнац
Игнац Штерн (нем. Ignaz Stern, или Иньяцио Стерн, по прозванию Стелла («Звезда»; Ignazio Stella, 17 января 1679, Мауэркирхен, Верхняя Австрия — 28 мая 1748, Рим, Италия) — австрийский живописец академического направления, работавший в Италии. Представитель известной семьи художников.

## Семья художников Штерн
Игнац Стерн представитель древнего рода из Южной Баварии. Его сын Людвиг, или Людовико, Стерн (1709—1777) был живописцем портретного и исторического жанров кругa Антона Рафаэля Менгса и успешно работал в Риме, а его дочь Вероника Штерн (1717—1807) утвердилась в миниатюрной живописи. Сын Людовико — Джованни Стерн (1734—1794) стал известным «архитектором папских дворцов» в Риме, оформлял интерьеры в стиле неоклассицизма. Сыновья Джованни Стерна — архитектор Раффаэле Стерн (1774—1820) и Людовико Стерн Второй (1780—1861). Другие члены семьи также были живописцами и архитекторами.

## Биография Игнаца Штерна
Игнац Штерн родился в Австрии, но переехал в Италию через Баварию, сначала прибыл в Эмилию-Романью. Учился живописи у Карло Чиньяни в Болонье. В 1713 году он переехал в Форли, где специализировался на алтарной и станковой живописи для частных лиц и покровителей монастырей Эмилии-Романьи. Первая из его известных работ— цикл алтарных картин церкви Сант-Онофрио в Луго, близ Равенны (1718—1719). В Форли Стерн написал для церкви доминиканцев картину «Мадонна с Младенцем и святыми» (ныне в городском соборе). Картины выполнена под влиянием произведения болонца Гвидо Рени «Мадонна и ангелы во славе». Завершив алтарь «Благовещение» в 1724 году для церкви Санта-Мария-ди-Кампанья в Пьяченце, Штерн вернулся в Рим. Он создавал картины для частных и церковных заказчиков. Его алтарная картина «Мадонна во славе» хранится в Риме, в церкви Сан-Паоло-алла-Регола.
В Риме художник написал несколько фресок и алтарных картин, таких как алтарь Святого Иоанна Непомука для церкви Санта-Мария-делла-Пьета-ин-Кампосанто-дей-Тевтоничи (немецкого кладбища в Риме; ныне в Палаццо Барберини).
Работы Штерна находятся как в частных коллекциях, так и в собраниях государственных музеев – Музей Торвальдсена в Копенгагене, Германский музей в Нюрнберге.
В России одна из его работ «Мадонна с Младенцем, держащим чашу»  находится в собрании Музея частных коллекций Международного института антиквариата , входящего в ASG Инвестиционную группу компаний .

## Галерея

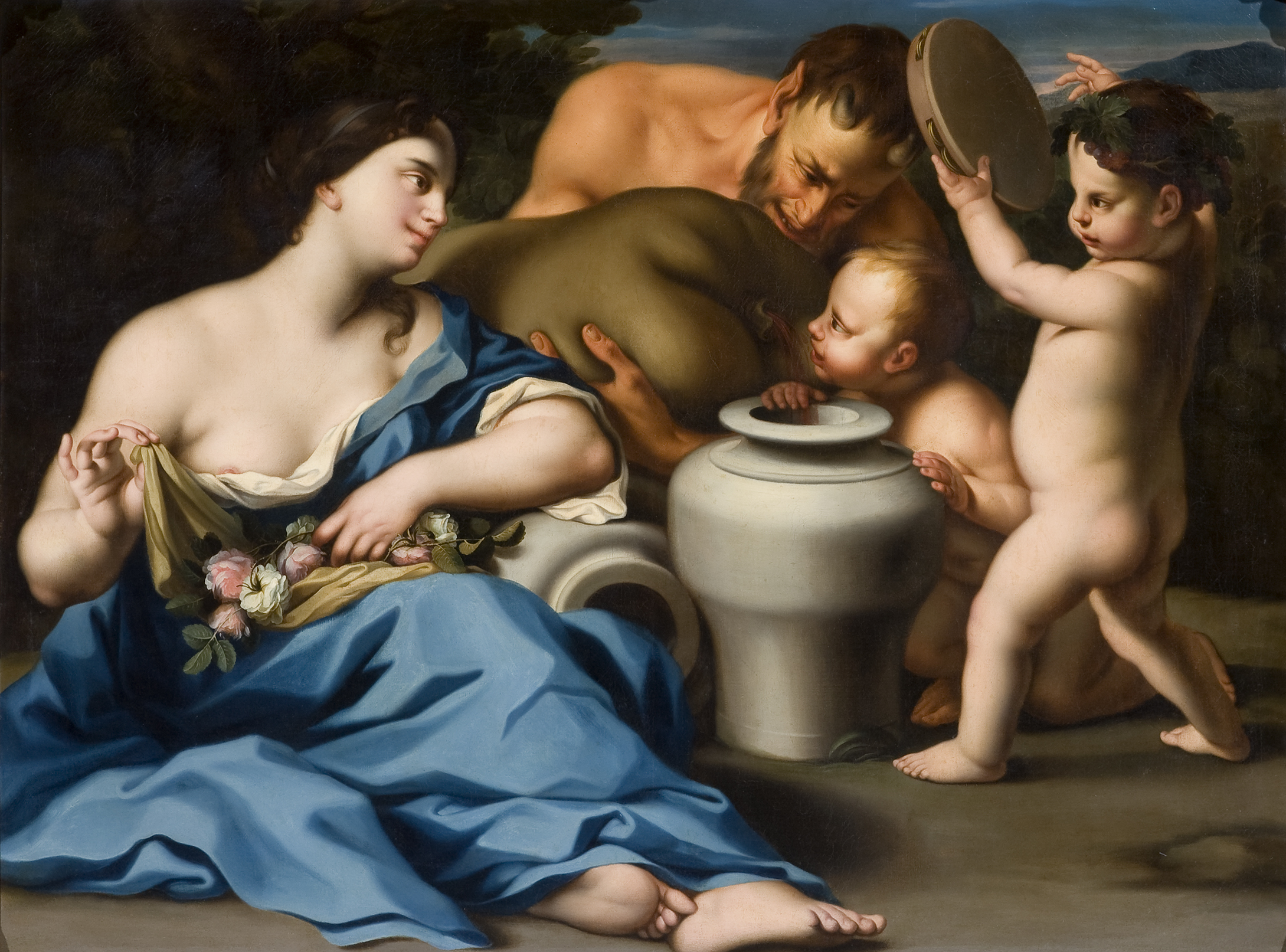
Вакханка с цветами, сатиром и амурами. Между 1700 и 1715. Холст, масло. Муниципальный музей, Модена
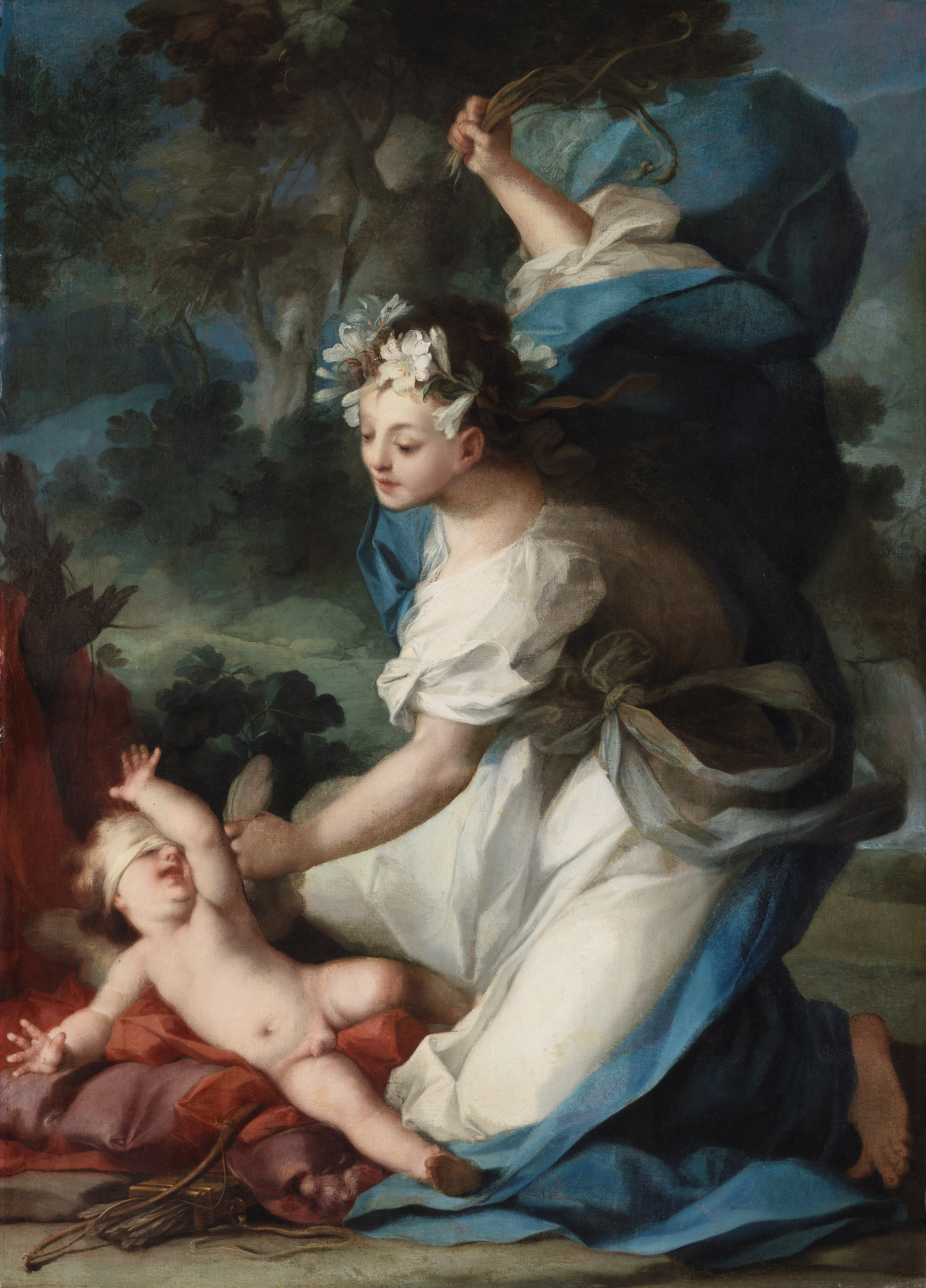
Наказанный Купидон. Холст, масло. Национальная галерея Ирландии, Дублин
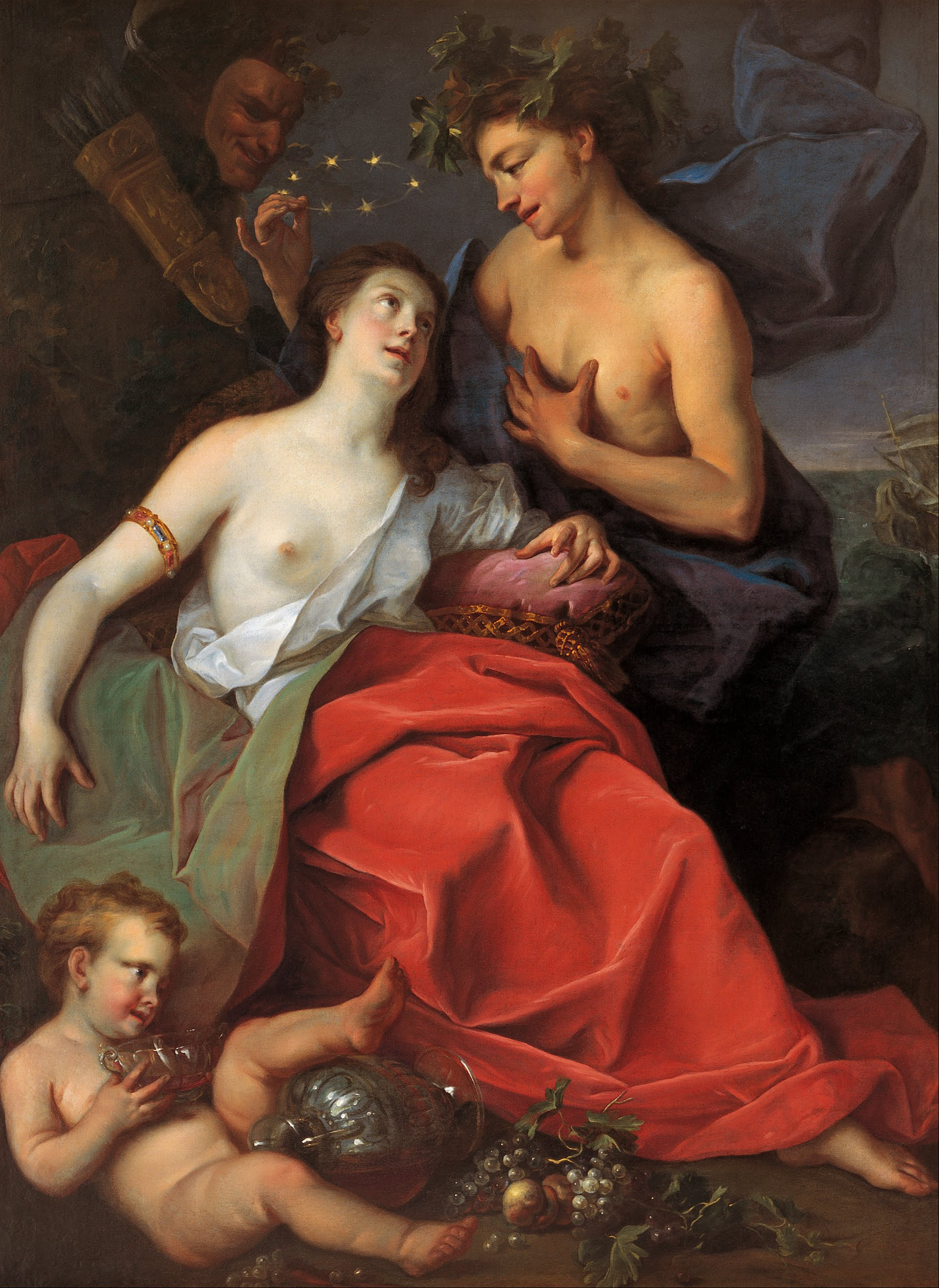
Вакх и Ариадна. Ок. 1705. Холст, масло. Художественная галерея Южной Австралии, Аделаида
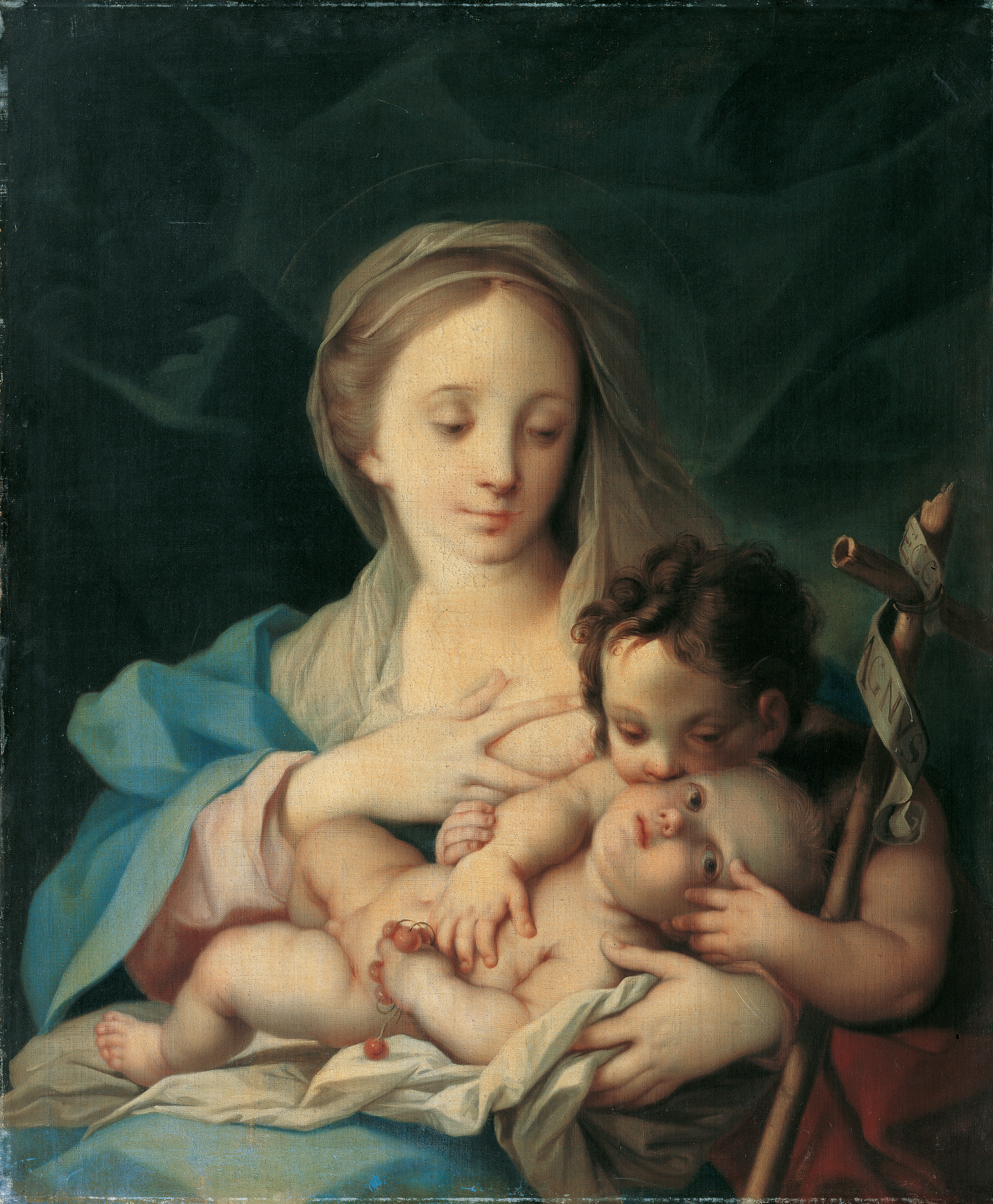
Мадонна с младенцами Иисусом и Иоанном. Холст, масло. Музей истории искусств, Вена
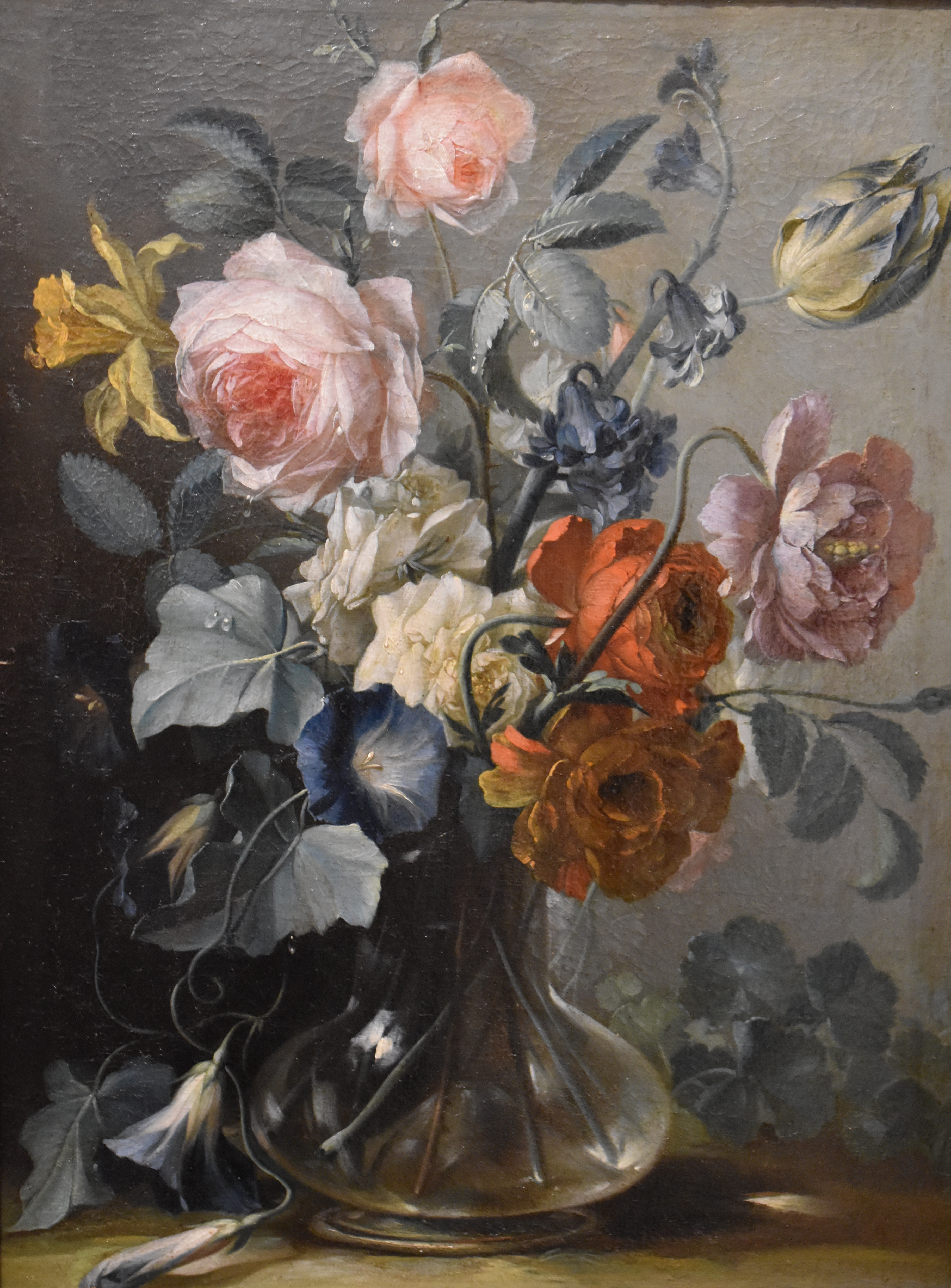
Ваза с цветами. Холст, масло. Музей Гране, Экс-ан-Прованс
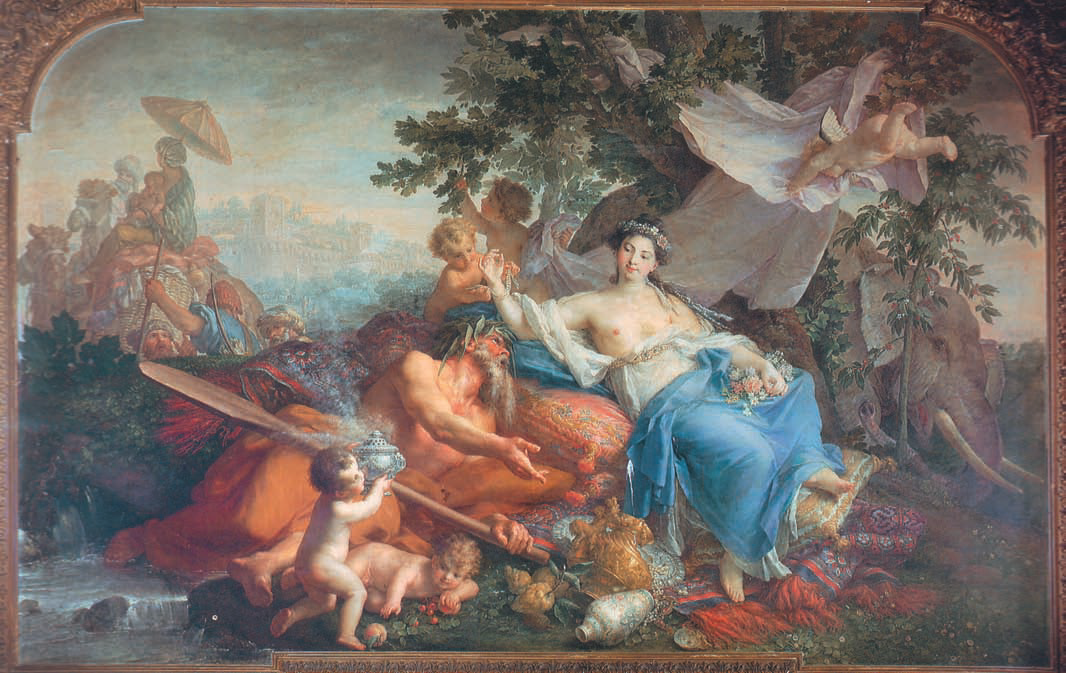
Aллегория Азии. 1760. Палаццо Киджи, Рим